# Волково (Дмитриевский сельсовет)
Во́лково (баш. Волков) — деревня в Уфимском районе Республики Башкортостан Российской Федерации. Входит в состав Дмитриевского сельсовета.

## География

### Географическое положение
Расстояние до:
- районного центра (Уфа): 33 км,
- центра сельсовета (Дмитриевка): 20 км,
- ближайшей ж/д станции (Уфа): 33 км.

## Население
| 2002 | 2009 | 2010 |
| ---- | ---- | ---- |
| 647  | ↗724 | ↘707 |

Национальный состав
Согласно переписи 2002 года, преобладающие национальности —  татары (50 %), русские (34 %).